# Campylandra jinshanensis
Campylandra jinshanensis là một loài thực vật có hoa trong họ Măng tây. Loài này được (Z.L.Yang & X.G.Luo) M.N.Tamura, S.Yun Liang & Turland mô tả khoa học đầu tiên năm 2000.